# Ki no Tsurayuki
Ki no Tsurayuki (紀 貫之?; 872 – 945) è stato un poeta e scrittore giapponese legato all'ambiente della corte imperiale durante il periodo Heian.

## Biografia
Figlio di Ki no Mochiyuki, Tsurayuki iniziò a coltivare i suoi interessi letterari negli anni intorno all'890. Divenuto presto un apprezzato autore di waka, nel 905 ricevette dall'Imperatore Daigo, l'incarico di compilare la prima antologia poetica giapponese "ufficiale", il Kokinwakashū (古今和歌集? Raccolta di poesia giapponese antica e moderna), di cui scrisse anche l'introduzione in giapponese. 
Dopo aver vissuto e ricoperto una carica di funzionario di corte a Heian-kyō, fu nominato governatore della provincia di Tosa, dove risiedette dal 930 al 935. Pare che successivamente abbia amministrato come governatore anche la provincia di Suo, poiché è stato riportato che tenne un agone poetico di waka (Utaai) presso la sua residenza di Suo.

## Opere
Rinomato per i suoi waka, è uno dei cosiddetti "36 geni poetici" Sanjūrokkasen (三十六歌仙?), scelti da Fujiwara no Kintō nel primo XI secolo nella raccolta omonima.
Essi sono giunti fino a noi attraverso l'inserimento in diverse raccolte poetiche, tra cui le più importanti sono il Kokinwakashū (古今和歌集? Raccolta di poesia giapponese antica e moderna, 905), lo Tsurayukishū (貫之集? Raccolta di Tsurayuki, metà X secolo) che probabilmente curò lui stesso, e lo Hyakunin Isshu (百人一首? Una poesia per cento poeti), compilato nel XIII secolo da Fujiwara no Teika, a notevole distanza dalla morte di Tsurayuki.
La sua opera poetica godette di indiscusso favore durante tutto il periodo Heian, come dimostra l'entità del corpus poetico a lui attribuito che ci è stato tramandato dalle antologie imperiali più antiche.
La sua notevole influenza sia come autore che come critico di waka contribuì non poco alla formazione dei canoni estetici di stile e contenuto della poesia giapponese: consolidò ad esempio il ricorso a metafore naturalistiche che divenne un cliché obbligato per tutta la produzione poetica successiva.
Kokinwakashū, III:160
In questa pioggia senza fine
fai risuonare tutto il cielo,
uccello del cuculo.
Quali rimpianti nascondi
per stridere l'intera notte?
[samidare no / sora mo todoro ni / hototogisu / nani o ushi to ka / yotada nakuramu]
Kokinwakashū, XI: 471 
Al fiume Yoshino
la corrente si infrange sopra le rocce
l'acqua scorre
rapida come il tuo passaggio
nei miei pensieri
[yosinogawa / iha nami takaku / yuku mizu no / hayaku zo hito o / omohisometeshi]
Ki no Tsurayuki compare addirittura nel Genji Monogatari: il suo personaggio è un indiscusso maestro di waka che riceve dall'Imperatore Uda, insieme ad alcune dame di corte, l'incarico di comporre delle poesie adatte a decorare le fantasie dipinte su dei paraventi.
Tuttavia il suo nome rimane legato principalmente alla compilazione del Kokinwakashū, di cui Tsurayuki scrisse anche la prefazione in giapponese, che si può considerare a tutti gli effetti il primo saggio critico sulla poesia waka: ne ricostruì la storia dalle origini mitologiche fino al panorama contemporaneo, indicò dei criteri di valutazione della grandezza delle poesie e dei loro autori e compilò una lista di quei poeti del recente passato che per fama ed abilità dovevano essere ricordati come i sei geni poetici - non senza riservare qualche punta polemica specie verso colui che i commentatori considerano il suo maggior rivale, Ariwara no Narihira. 
Oltre ai waka, al Kokinwakashū ed alla sua prefazione, la terza più importante opera letteraria di Tsurayuki è il Tosa nikki (土佐日記? Diario di Tosa), che scrisse in forma anonima ed in hiragana, fingendosi una donna benché lo stile lasci trapelare la vera identità dell'autore. In esso racconta il viaggio di ritorno alla capitale Heian-kyō compiuto nel 935 dalla provincia di Tosa, che Tsurayuki aveva amministrato come governatore generale. 
La scrittura in hiragana all'epoca era considerata poco prestigiosa poiché che non conteneva kanji, il cui apprendimento richiedeva anni di studio, perciò era riservata esclusivamente alle donne, mentre gli uomini preferivano scrivere in cinese.
Il Tosa nikki è il più antico esempio di diaristica in kana, un genere che si sviluppò al massimo proprio nel periodo Heian con i diari delle dame di corte: tra i più celebri quello di Murasaki Shikibu (Murasaki Shikibu nikki, ca. 1015) ed il Kagerou nikki (tardo X secolo) ad opera della dama di corte nota come la Madre di Michitsuna (Michitsuna no haha).
Gli è stato intitolato il cratere Tsurayuki sulla superficie di Mercurio.